# Alfred Rehder
Alfred Rehder (Waldenburg, Saxe, 4 de setembro de 1863 — Jamaica Plain, 25 de julho de 1949) foi um botânico norte-americano de origem alemã. Ele é geralmente considerado o mais importante dendrologista de sua geração.

## Vida

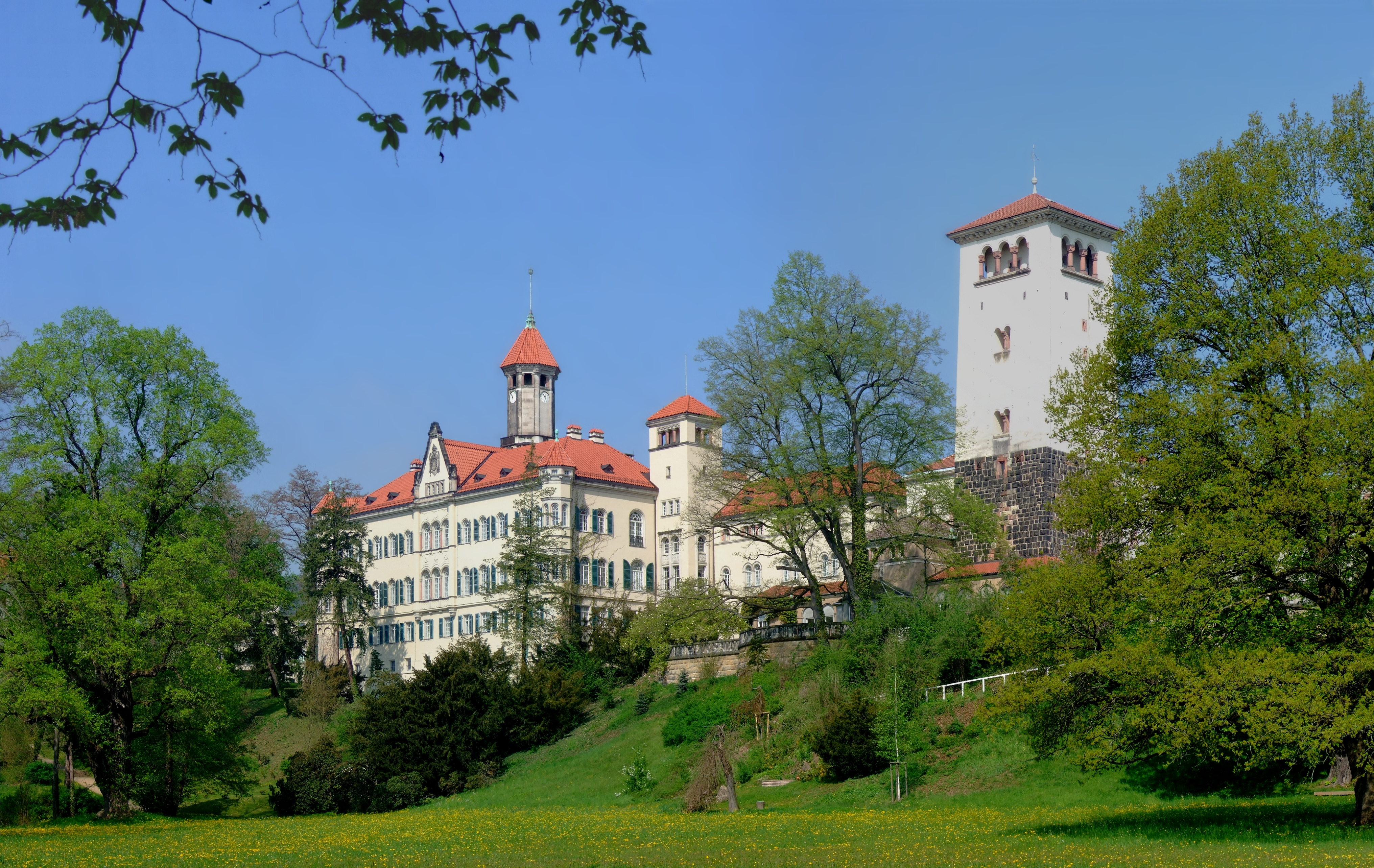
Local de nascimento de Rehder, Castelo de Waldenburg

Georg Alfred Rehder nasceu no castelo de Waldenburg, filho de Thekla née Schmidt (1839–1897) e Paul Julius Rehder (1833–1917), o superintendente dos parques e jardins do principado de Schönburg-Waldenburg. Através de seu pai, Rehder foi apresentado à profissão de jardineiro. Do lado materno da família, Rehder provavelmente descendia de Henrique, duque de Anhalt-Köthen (1778-1847). Rehder interrompeu sua frequência no ginásio em Zwickau em 1881 e não fez estudos universitários, em vez disso, trabalhou por três anos como aprendiz sob a tutela de seu pai. Sua carreira profissional começou em 1884 no Jardim Botânico de Berlim. Aqui, ele pôde assistir às palestras de Paul Friedrich August Ascherson e August Wilhelm Eichler, entre outros. Em 1886, ele foi trabalhar para um florista em Frankfurt am Main e, meio ano depois, mudou-se para o Parque Muskau. Aqui ele conheceu a filha do superintendente dos parques locais, Anneliese Hedwig Schrefeld (1875–1967), com quem ele se casaria em 1906.
Em 1888, Rehder aceitou o cargo de jardineiro-chefe do Jardim Botânico de Darmstadt. Mudou-se para o Jardim Botânico de Göttingen, onde foi jardineiro-chefe de 1889 a 1895. Nessa época, ele se envolveu na criação do Jardim Brocken para plantas alpinas na montanha mais alta da cordilheira Harz, iniciado por Albert Peter em 1890. Além disso, tornou-se editor colaborador de vários periódicos profissionais. Em 1895, foi nomeado editor associado da Deutsche Gärtner-Zeitung da Möller (publicada em Erfurt), o principal jornal de horticultura da Alemanha, para o qual escreveu vários artigos.
Em 1898, ele foi designado pelo Deutsche Gärtner-Zeitung para viajar aos Estados Unidos e estudar plantas lenhosas e pomares. O governo alemão também pediu que ele pesquisasse espécies de uvas americanas, conhecidas por serem resistentes à filoxera da uva, que ameaçavam infestar os vinhedos alemães e destruir a indústria do vinho. Ele realizou pesquisas no Arnold Arboretum, e aqui chamou a atenção do diretor, Charles Sprague Sargent, que rapidamente reconheceu as habilidades de Rehder e o convenceu a ficar no arboreto e trabalhar no estudo abrangente de plantas lenhosas eventualmente publicado como The Bradley Bibliografia (5 vols., 1911–18). Mais ou menos nessa época, ele também foi apresentado a Liberty Hyde Bailey da Cornell University, que lhe pediu que preparasse o texto sobre gêneros lenhosos para a Cyclopedia of American Horticulture (4 vols., 1900–02).
Rehder foi naturalizado como cidadão americano em 1904, mas manteve seus laços com a Alemanha. Durante a Primeira Guerra Mundial, ele foi sujeito à vigilância do Bureau of Investigation.

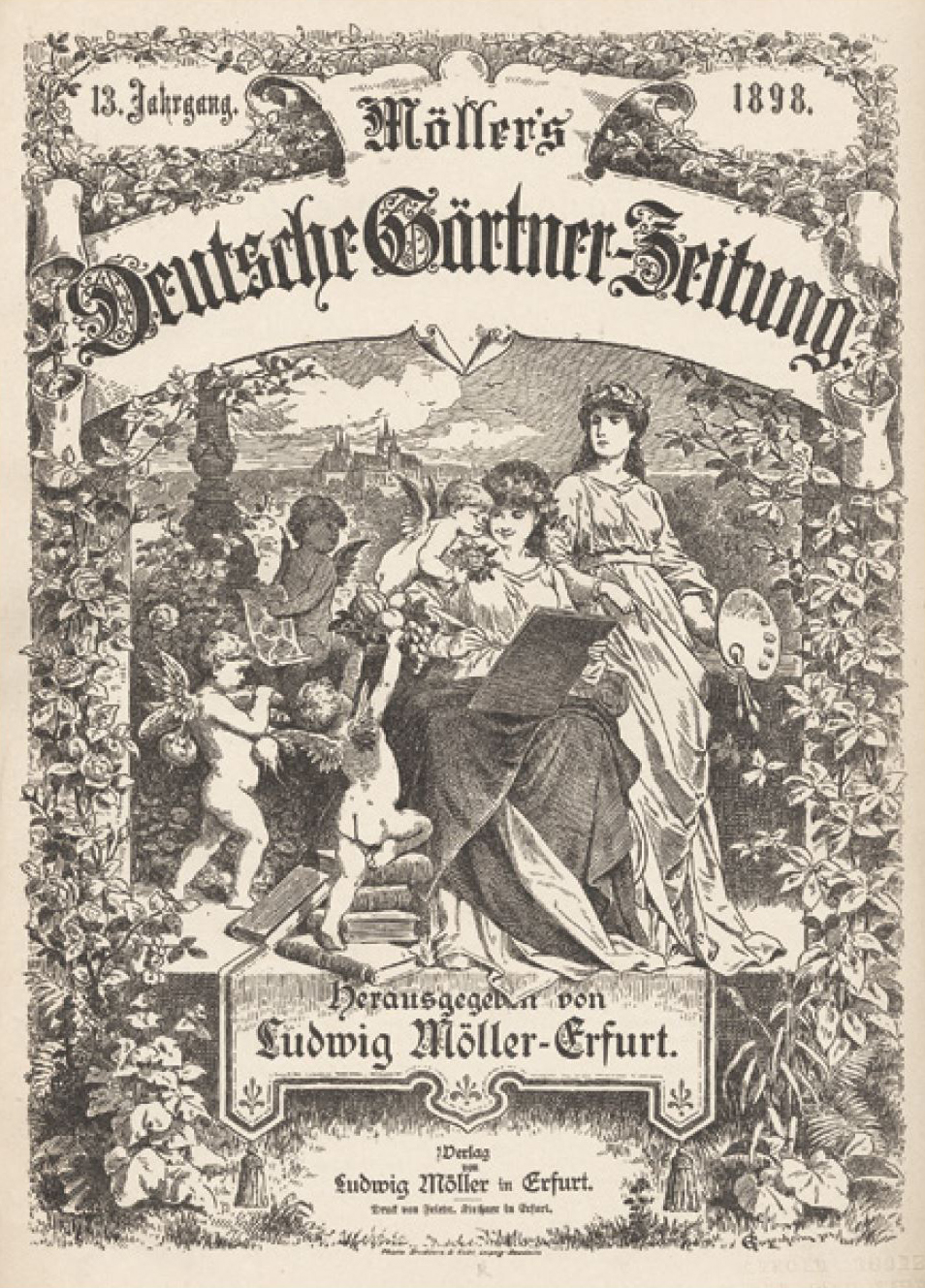
Deutsche Gärtner-Zeitung de Möller (1898)

Colaborando estreitamente com Charles Sprague Sargent, Rehder lançou o Journal of the Arnold Arboretum, publicado trimestralmente de 1919 a 1990. O jornal tinha um foco particular na dendrologia, mas também cobria outros campos botânicos. Ele foi fundamental para sistematizar as milhares de plantas coletadas por Ernest Henry Wilson na China.
Rehder criou o primeiro sistema de zonas isotérmicas para os Estados Unidos que relacionava as temperaturas mínimas médias no inverno à robustez de plantas específicas. O sistema, junto com outro desenvolvido por Wladimir Köppen, é a base para os mapas de zonas de robustez do USDA em uso hoje.
Em 1913, Harvard conferiu a ele o título de mestre honorário em artes. Em 1914 foi introduzido na Academia de Artes e Ciências dos Estados Unidos. De 1918 a 1940, ele atuou como curador do herbário do Arnold Arboretum. Em 1934, foi nomeado professor associado de dendrologia na Universidade de Harvard. Essa posição era extraordinária não apenas porque Rehder nunca havia se matriculado em uma universidade, mas também porque nunca ministrou um curso devido a um problema de fala .
Mais de 60 táxons de plantas foram nomeados em homenagem a Rehder, e os gêneros Rehdera, Rehderodendron e Rehderophoenix foram nomeados em sua homenagem.

## Trabalhos
A obra de Rehder compreende cerca de 1 000 publicações. Seu trabalho mais conhecido é o Manual de Árvores e Arbustos Cultivados, Hardy na América do Norte (1927), que se tornou uma virtual "bíblia do dendrologista". Seu trabalho mais abrangente, no entanto, é a Bibliografia de Árvores e Arbustos Cultivados em Regiões Temperadas Mais Frias do Hemisfério Norte (1949), um trabalho verdadeiramente gigantesco que reúne 150 000 dados individuais compilados ao longo de décadas.

Rehder também produziu A Bibliografia de Bradley: Um Guia para a Literatura das Plantas Lenhosas do Mundo Publicado Antes do Início do Século XX (5 vols., 1911–18). Ele foi co-autor, com Ernest Henry Wilson, de Plantae Wilsonianae: uma enumeração das plantas lenhosas coletadas no oeste da China para o arboreto de Arnold da Universidade de Harvard durante os anos de 1907, 1908 e 1910 (3 vols., 1913 , 1916–17) e A Monograph of Azaleas: Rhododendron subgênero Anthodendron (1921). Finalmente, ele foi o autor de Synopsis of the Genus Lonicera (1903).